# 阿比盖尔·基诺伊基·凯考利克·卡瓦纳纳科
阿比盖尔·基诺伊基·凯考利克·卡瓦纳纳科（1926年4月23日—2022年12月11日），又称为女王阿比盖尔·卡瓦纳纳科，夏威夷王国女性王室继承人、骑手及慈善家，支持夏威夷族本族继承、夏威夷族文化和艺术传承，出生于领地时期的夏威夷，隶属于卡瓦纳纳科家族，是夏威夷王室成员。

## 早年生活
卡瓦纳纳科是莉迪亞·莉留卡拉尼·卡瓦納納科与爱尔兰裔美国人威廉·耶利米·埃洛布罗克唯一的孩子，其祖上为考艾岛和尼豪岛的末任独立领导人考莫阿利国王。卡瓦纳纳科于檀香山的普納荷學校读完预科，其后于1938年至1939年进入上海美童公学，1939年，她进入加利福尼亚州的贝尔蒙特圣母高中就读，1943年毕业后被加利福尼亞多明尼克大學录取，1944年转至夏威夷大学，并于1945年毕业。

### 王位继承
夏威夷王国的最后两位君主卡拉卡瓦及利留卡拉尼均没有子嗣，两人提出指定家庭成员作为继承人，最终他们的侄女凯尤拉妮被任命为维多利亚女王。
6岁时，卡瓦纳纳科被祖母阿比盖尔·坎贝尔·卡瓦納納科收养，根据传统，如果她的祖父得以复位，她仍然有可能成为王位的直接继承人，同时她也是国王卡拉卡瓦的养子大卫·卡瓦纳纳科的孙女。1883年2月10日，大卫正式获得王爵头衔及Royal Highness（殿下）的尊称。
通过祖母的关系，阿比盖尔是卡瓦纳纳科王爵的女儿，而她的血统进一步证明了她属于王室家族的成员。1986年，卡瓦纳纳科向作家玛丽琳·金表示，如果王国得以延续，下一任继承人将是她的表兄爱德华，原因是他是众兄弟姐妹中最年长者，惟卡瓦纳纳科开玩笑说大权将由她来掌握。参议员丹尼爾·井上曾将卡瓦纳纳科描述为“家庭成员中血统与卡拉卡瓦王室最接近的人”，夏威夷大学法律系教师喬恩·范戴克则在他的书中表示，虽然卡瓦纳纳科家族宣称自己是卡拉卡瓦王室的正统继承人，但他们似乎对统治接管地没有兴趣。

## 骑手生涯
卡瓦纳纳科对于马匹颇为精通，在夏威夷、加利福尼亚、华盛顿州等地都有农场，曾在美洲奎特马协会担任过20年的奎特马饲养员。由她饲养的马匹曾在多场赛事中夺得冠军，例如1993年全美幼驹赛第一轮及1995年洛斯阿拉米托斯百万级幼驹赛（现已达两百万级）。后来卡瓦纳纳科宣布退出A级冲刺赛，着力于管理其在加利福尼亚州萊克維尤所开设的农场。卡瓦纳纳科还曾给予科羅拉多州立大學的马匹药物研究计划众多支持，并于2016年5月获得该校授予的荣誉学位。

## 家族遗产及慈善事业

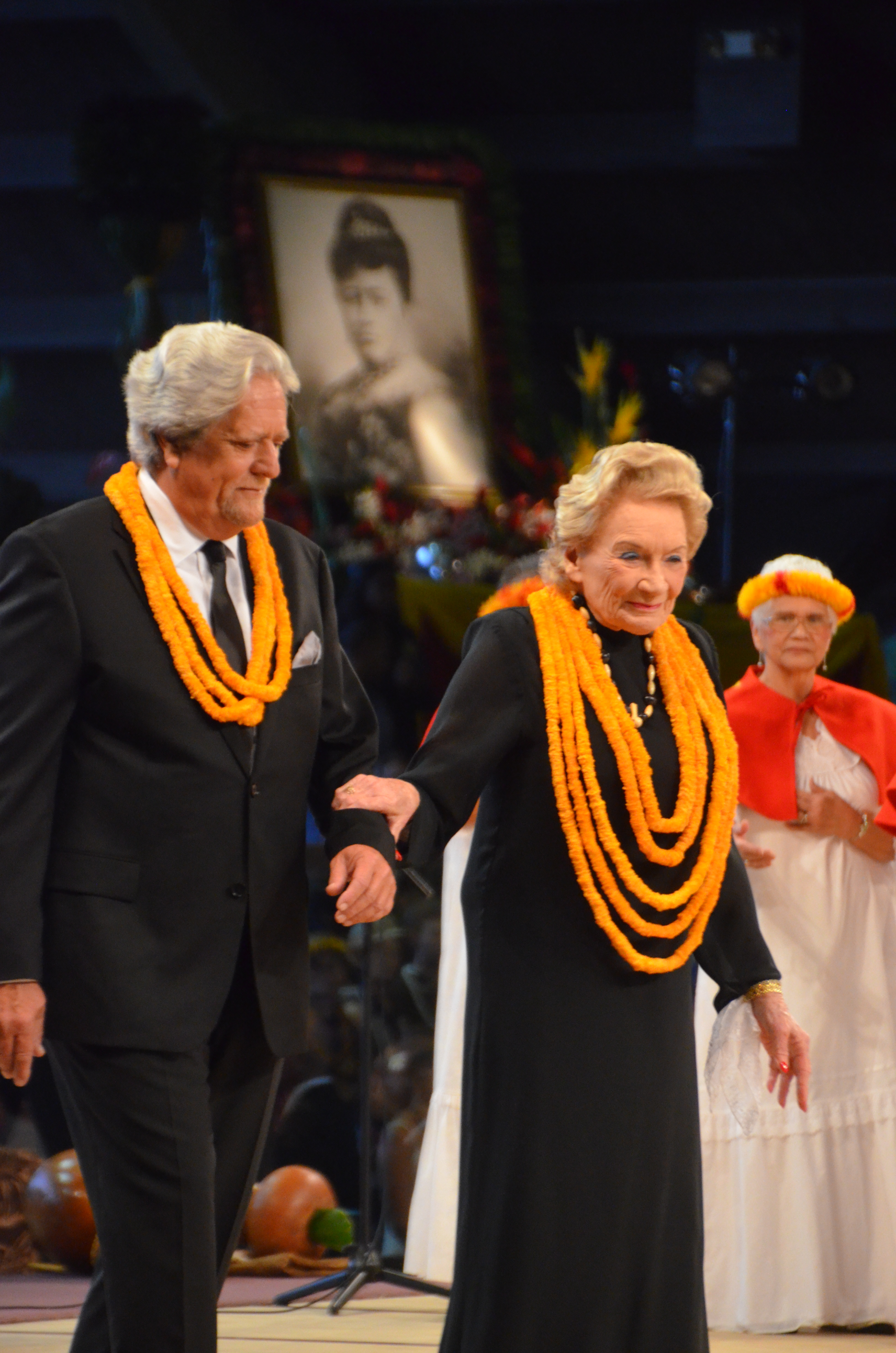
2013年夏威夷州快乐君王节，阿比盖尔·卡瓦纳纳科以贵宾身份出场

1971年到1998年间，卡瓦纳纳科继承其母，担任伊奥拉尼宫友人会主席。她经常投身到夏威夷的文化保护事业，如伊奥拉尼宫的修复。
卡瓦纳纳科的曾祖父詹姆斯·坎贝尔是一名19世纪的实业家，拥有众多私人用地，而卡瓦纳纳科在他的所有继承人中所占份额最大。后来当这些私人用地被改建成一家公司，外界估计卡瓦纳纳科得到的分红超过2.5亿美元。
2013年，卡瓦纳纳科提出希望死后被葬在夏威夷皇家墓地并与罗伯特·克莱顿·威利的坟墓相邻，同年四月获得国家土地委员会批准，惟土地委员会的决定于夏威夷社区间引起争议。
2014年，夏威夷拟在茂纳凯亚火山建立30米望远镜，引发民众抗议，卡瓦纳纳科对抗议者表示支持。
卡瓦纳纳科经常为夏威夷的快乐君王节提供经济协助，并支持科技公司波利尼西亚航海协会。

## 个人生活
卡瓦纳纳科于1952年与男模特、欧胡马球队队员彼得·珀金斯短暂相恋，但二人最终没有结婚。
2017年10月1日，卡瓦纳纳科与63岁的维罗尼卡·盖尔·沃思（现已改姓卡瓦纳纳科）于法官斯蒂芬·莱文森位于檀香山的家中举办婚礼，同年卡瓦纳纳科一度染病并接受药物治疗。
卡瓦纳纳科在寄给媒体的一封亲笔信中透露，她已将自己的代理人詹姆斯·莱特解雇，莱特先前是卡瓦纳纳科名下一家可撤销生前信托公司的受托人，曾指控沃思对其92岁的妻子实施性侵，而沃思和卡瓦纳纳科的代理人均对此表示否认。莱特被解雇后，卡瓦纳纳科信托公司的受托方于2018年变更为夏威夷第一银行。
2022年12月11日，卡瓦纳纳科因中风并发症，于努阿努的家中去世，去世消息由伊奧拉尼宮以夏威夷语播报，州长乔希·格林随后下令所有区域降半旗，以表示对卡瓦纳纳科的尊敬，而卡瓦纳纳科的家人宣布，她的遗体将被陈列在伊奧拉尼宮的一个公共纪念碑处。
2023年1月23日，卡瓦纳纳科的私人葬礼于夏威夷皇家陵园国家纪念碑举行，葬礼仪式结束后，遗体被送至欧胡公墓太平间，待坟墓完工后下葬。
2023年3月27日，卡瓦纳纳科被葬在夏威夷皇家陵园，坟墓以黑色花岗岩筑成并镶以金色斑点，地基尺寸为15X15英尺，高8英尺，树有两个表示其王室成员身份的标志，坟墓前方配有一名保安。